# Перикл (пьеса)
Перикл, принц Тира — это яковианская пьеса, написанная, по крайней мере, частично Уильямом Шекспиром и включённая в современные издания его собрания сочинений, несмотря на сомнения по поводу её авторства, поскольку она не была включена в Первое фолио. Она была издана в 1609 г. в виде кварто, не входила в шекспировские сборники произведений до третьего фолио. Главным источником вдохновения для пьесы послужила «Исповедь влюблённого» Гауэра. Различные аргументы поддерживают теорию о том, что Шекспир был единственным автором пьесы, особенно в кембриджском издании пьесы ДельВеккио и Хаммондом, однако современные редакторы в целом согласны с тем, что Шекспир написал почти ровно половину пьесы — 827 строк — основная часть после сцены 9, следующие за историей Перикла и Марины. Современные текстологические исследования предполагают, что первые два акта, 835 строк, подробно описывающих многочисленные путешествия Перикла, были написаны соавтором, которым вполне мог быть помещик, сводник, драматург и памфлетист Джордж Уилкинс. Уилкинс опубликовал «Мучительные приключения Перикла, принца Тирского» (The Painful Adventures of Pericles Prince of Tyre), это прозаическая версия истории, основанная на «Образце болезненных приключений» Лоуренса Твинса (The Pattern of Painful Adventures). Перикл — одна из 7 пьес, напечатанных при жизни Шекспира, и он переиздавался 5 раз между 1609 и 1635 гг.

## Действующие лица
- Антиох, царь Антиохийский.
- Перикл, царь Тирский.
- Геликан, тирский вельможа.
- Эскан, тирский вельможа.
- Симонид, царь Пентаполисский.
- Клеон, правитель Тарса.
- Лизимах, правитель Митилены.
- Церимон, эфесский вельможа.
- Тальярд, антиохийский вельможа.
- Филемон, слуга Церимона.
- Леонин, слуга Диониссы.
- Маршал.
- Сводник.
- Засов, его слуга.
- Дочь Антиоха.
- Дионисса, жена Клеона.
- Таиса, дочь Симонида.
- Марина, дочь Перикла и Таисы.
- Лихорида, кормилица Марины.
- Сводня.
- Диана, в качестве хора
- Гауэр, в качестве хора
- Вельможи, рыцари, придворные, матросы, пираты, рыбаки и гонцы.

## Синопсис
Джон Гауэр представляет каждое действие прологом. Пьеса начинается при дворе Антиоха, царя Антиохии, предлагающего руку своей прекрасной дочери любому, кто ответит на его загадку; те, кто потерпят неудачу, умрут.
Перикл, молодой правитель Тира в Финикии (Ливан), слышит загадку и мгновенно понимает её смысл: Антиох вовлечён в кровосмесительную связь с дочерью. Если он ответит неправильно, то его убьют, однако если он раскроет правду, его всё равно убьют. Перикл намекает, что знает ответ, и просит ещё времени подумать. Антиох даёт ему 40 дней, а затем посылает убийцу за ним. Однако Перикл с отвращением бежит из города.
Перикл возвращается в Тир, где его верный друг и советник Геликан советует оставить город, так как Антиох наверняка выследит его. Перикл оставляет Геликана регентом и плывёт в Тарс, город, охваченный голодом. Щедрый Перикл даёт правителю города Клеону и его жене Диониссе зерно со своего корабля ради спасения народа. Голод заканчивается, и после обильной благодарности Клеона и Диониссы Перикл продолжает путь.
Буря разбивает корабль Перикла и выбрасывает его на берег Пентаполиса. Его спасает группа бедных рыбаков, сообщающих ему, что Симонид, царь Пентаполиса, проводит турнир на следующий день и что победитель получит в жёны его дочь Таису. К счастью, в этот момент один из рыбаков вытаскивает на берег доспехи Перикла, и принц решает принять участие в турнире. Хотя его снаряжение и заржавело, но Перикл выигрывает турнир и женится на Таисе (которой он глубоко симпатичен). Симонид сначала сомневается в союзе, но вскоре начинает любить Перикла и позволяет им пожениться.
Письмо, отправленное дворянами, находит Перикла в Пентаполисе, и он решает вернуться в Тир с беременной Таисой. В море снова поднимается шторм, и Таиса, по-видимому, умирает, родив ребёнка Марину. Моряки настаивают на том, чтобы тело Таисы выбросили за борт для усмирения бури. Перикл неохотно соглашается и решает остановиться в Тарсе, опасаясь, что Марина может не пережить бурю.
К счастью, гроб Таисы выброшен на берег в Эфесе недалеко от резиденции лорда Церимона, врача, оживляющего её. Полагая, что Перикл погиб во время бури, Таиса становится жрицей в храме Дианы.
Перикл отправляется править Тиром, оставив Марину на попечение Клеона и Диониссы.
Марина вырастает красивее Филотены, дочери Клеона и Диониссы, поэтому Дионисса замышляет убийство Марины. План срывается, когда пираты похищают Марину, а затем продают её в бордель в Митилене. Там Марине удаётся сохранить девство благодаря тому, что она убеждает мужчин искать добродетель. Обеспокоенные тем, что она рушит их рынок, руководители борделя отдают её наставницей респектабельным барышням. Она славится музыкой и другими приличными развлечениями.
Тем временем Перикл возвращается в Тарс за своей дочерью. Губернатор и его жена утверждают, что она умерла; в горе он уходит в море.
Странствия Перикла приводят его в Митилену, куда правитель Лисимах, стремясь подбодрить его, приводит и Марину. Они сравнивают грустные истории и с радостью осознают, что они отец и дочь. Затем богиня Диана является во сне Периклу и велит ему прийти в храм, где он и находит Таису. Злые Клеон и Дионисса умирают, когда их народ восстаёт против их преступления. Лисимах женится на Марине.

## Датировка и текст
Большинство учёных считают наиболее вероятным 1607 или начало 1608 г., что хорошо согласуется с тем, что нам известно о вероятном соавторе пьесы Джордже Уилкинсе, чья литературная карьера продлилась всего 3 года, с 1606 по 1608 г.. Единственный опубликованный текст Перикла, — кварто 1609 г. (все последующие кварто были перепечатками оригинала), явно испорчен; он часто писан неуклюже и непонятно, это издание интерпретируется как пиратский текст, реконструированный по памяти каким-то свидетелем пьесы (во многом подобно теориям, связанным с «плохим кварто» Гамлета 1603 г). Пьеса была дважды напечатана в кварто в 1609 г. Генри Госсоном. Последующие тиражи кварто появились в 1611, 1619, 1630 и 1635 гг.; это была одна из самых популярных пьес Шекспира в то время. Пьеса не вошла в Первое фолио 1623 г.; это была одна из 7 пьес, добавленных к оригинальному фолио тридцать шесть во втором оттиске Третьего фолио в 1664 г. Уильям Джаггард включил Перикла в своё Фальшивое фолио 1619 г.
Редакторы оксфордского и арденского изданий «Перикла» признают Уилкинса соавтором Шекспира, ссылаясь на стилистические связи между пьесой и стилем Уилкинса, которых нет больше нигде у Шекспира. Кембриджские редакторы отвергают это заявление, утверждая, что пьеса полностью написана Шекспиром и что все странности можно защитить как намеренно старомодный стиль; однако они не обсуждают стилистические связи с работой Уилкинса или какими-либо научными статьями, демонстрирующими противоположные мнения. Если бы пьеса и была написана в соавторстве или отредактирована Уилкинсом, это подтверждало бы более позднюю дату, поскольку считается, что карьера Уилкинса как писателя охватила только 1606—1608 гг. Издание Oxford University Press 1986 г. Полного собрания сочинений Шекспира и последующее отдельное издание включают «реконструированный текст» Перикла, адаптирующий отрывки из романа Уилкинса, основываясь на предположении, что они базируются на пьесе, и передают диалог более точно, чем кварто.
Пьеса признавалась вероятной коллаборацией Шекспира, начиная с 1709 г., если не раньше. В том году Николас Роу писал: «Есть веские основания полагать, что большая часть этой пьесы была написана не им; хотя она и принадлежит ему, некоторая её часть точно принадлежала ему, особенно последний акт». Роу здесь, видимо, резюмирует некое единодушное мнение его времени, хотя ряд критиков полагал, что это либо раннее произведение Шекспира, либо вообще не было написано им. Уилкинса предлагали считать соавтором с 1868 г. В 1919 г. Х. Дагдейл Сайкс (H. Dugdale Sykes) опубликовал подробное сравнение многочисленных параллелей первой половины Перикла и 4 произведений Уилкинса, однако он полагал, что новеллизация пьесы Уилкинсом предшествовала её написанию. Многие другие шекспироведы последовали Сайксу в его идентификации Уилкинса, в первую очередь Джонатан Хоуп в 1994 г. и Макдональд П. Джексон в 1993 и 2003 гг. В 2002 г. проф. Брайан Викерс обобщил исторические свидетельства и обвинил редакторов Кембриджа в игнорировании более чем вековой научной работы.

## Анализ и критика
Критическая реакция на пьесу была традиционно неоднозначной. В 1629 г. Бен Джонсон посетовал на восторженную реакцию публики на пьесу:
Без сомнения, какая-нибудь заплесневелая сказка,
Как Перикл; и чёрствый
Как Шривские корки, и противные, как его рыба—
Отбросы с каждого блюда
Выводятся на сцену, и спускаются в общую бадью

(Бен Джонсон, Ода (самому себе))No doubt some mouldy tale,

Like Pericles; and stale

As the Shrieve’s crusts, and nasty as his fish—

Scraps out of every dish

Throwne forth, and rak’t into the common tub (Ben Jonson, Ode (to Himself))
В 1660 г., в начале Реставрации, когда театры только открылись, Томас Беттертон исполнил главную роль в новой постановке Перикла в Театре Кокпит, первой постановке шекспировского произведения Шекспира в новую эпоху.
После Джонсона и до середины XX в. критики мало что любили или хвалили в этой пьесе. Например, учёный XIX в. Эдвард Доуден сражался с текстом и обнаружил, что пьеса «в целом совершенно не драматична» и «полностью лишена единства действия». Эпизодический характер пьесы в сочетании с непристойностью IV акта беспокоил Доудена, потому что эти черты проблематизировали его понимание Шекспира. Доуден также исключил Тита Андроника из канона, так как тот принадлежал к «дошекспировской школе кровавых драм».
Т. С. Элиот нашёл больше поводов для восхищения пьесой, сказав о моменте воссоединения Перикла с дочерью: «На мой взгляд, лучшая из всех „сцен узнавания“ — акт V, сц. 1 великой пьесы „Перикл“. Это прекрасный пример „ультрадраматического“, драматического действия существ, которые более, чем люди… или, скорее, увиденные в свете большем, чем дневной» (To my mind the finest of all the 'recognition scenes' is Act V, sc. i of that very great play Pericles. It is a perfect example of the 'ultra-dramatic', a dramatic action of beings who are more than human… or rather, seen in a light more than that of day).
Новые библиографы начала XX в. Альфред В. Поллард, Уолтер Уилсон Грег и Р. Б. МакКерроу уделяли повышенное внимание изучению изданий кварто шекспировских пьес, опубликованных до Первого фолио (1623 г.). Перикл был одним из самых известных «дурных кварто». Во второй половине XX в. критики стали лучше относиться к пьесе. После статьи Джона Артоса 1953 г. «Перикл, принц Тирский: исследование драматического использования романтического повествования» учёные стали находить достоинства и интересные грани в драматургии пьесы, повествовании и использовании чудесных элементов. И хотя критики текста пьесы за последние полвека резко расходились во мнениях относительно редакционной методологии, почти все они, начиная с Ф. Д. Хёнигера с его изданием «Арден 2» 1963 г., с энтузиазмом относились к Периклу. (Другими, более поздними критиками были Стивен Оргел («Pelican Shakespeare»), Сюзанна Госсетт («Арден 3»), Роджер Уоррен («Reconstructed Oxford»), а также Дорин ДельВеккьо и Энтони Хаммонд («Cambridge»)).
Гарольд Блум сказал, что пьеса хорошо работает на сцене, несмотря на её проблемы, и даже написал: «Возможно, из-за того, что он отказался сочинять первые два действия, Шекспир компенсировал это превращением оставшихся трёх действии в наиболее радикальный театральный эксперимент со времён зрелого Гамлета 1600—1601 гг».

## История постановок
Венецианский посол в Англии Зорци Джустиниан во время пребывания в Лондоне смотрел пьесу под названием «Перикл», шедшую с 5 января 1606 г. по 23 ноября 1608 г. Насколько известно, в ту эпоху не было другой пьесы с таким же названием; обычно предполагают, что это должна была быть пьеса Шекспира. На титульном листе первого печатного издания пьесы указано, что пьеса часто ставилась в театре «Глобус», что скорее всего было правдой.
Самое раннее исполнение Перикла произошло в мае 1619 г. при дворе, «в большой комнате короля» в Уайтхолле. Спектакль также был поставлен в театре «Глобус» 10 июня 1631 г. Пьеса под названием «Перикл» была в репертуаре группы странствующих актёров-рекузантов, арестованных за исполнение религиозной пьесы в Йоркшире в 1609 г.; однако неясно, играли ли они Перикла или это была пьеса Шекспира.
Джон Родс поставил Перикла в Театре Кокпит вскоре после того, как театры вновь открылись в 1660 г.; это была одна из наиболее ранних постановок и первое возрождение Шекспира периода Реставрации. Томас Беттертон дебютировал на сцене в главной роли. Однако псевдонаивная структура пьесы противоречила неоклассическим вкусам эпохи Реставрации. Она исчезла со сцены почти на два столетия, пока Сэмюэл Фелпс не представил постановку в Театре Сэдлера Уэллса в Клеркенвелле в 1854 г. Фелпс полностью вырезал Гауэра, заполнив его повествовательную роль новыми сценами, разговорами между неназванными джентльменами, как в «Зимней сказке», 5.2. В соответствии с викторианскими представлениями о приличном, откровенное отношение к инцесту и проституции в пьесе было приглушено или удалено.
Уолтер Ньюджент Монк возродил пьесу в 1929 г. в театре Мэддермаркет в Норвиче, вырезав первый акт. Эта постановка была возрождена в Стратфорде после войны с Полом Скофилдом в главной роли.

## Представления пьесы
- 1660 — в роли Перикла — Томас Беттертон.
- 1738 — «Ковент-Гарден». В обработке Джорджа Лилло под названием «Марина»
- 1854 — «Сэдлерс-Уэллс». Постановка Сэмюэла Фелпса.
- 1900 — Стратфорд. Обработка Джона Коулмена.
- 1921 — «Олд Вик» Пост. Роберт Аткинс.
- 1939 — Театр под открытым небом («Риджентс-парк»). Пост. Роберт Аткинс.
- «Маддермаркете» (Норидж) — Пост. Ньюджент Монк
- Стратфорд-на-Эйвоне. (без первого акта). Пост. Ньюджент Монк. Пол Скофилд в роли Перикла.
- 1954 — Бирмингем. Пост. Дуглас Сил. В роли Перикла — Ричард Паско.
- 1958 — Стратфорде-на-Эйвоне. Пост. Тони Ричардсон
- 1969 — Пост. Терри Хэндс. В роли Перикла — Иэн Ричардсон.
- 1973 — Театр «Перспектива»
- 1989 — Театр «Лебедь». Пост. Дэвида Такера
- 1994 — Королевский Национальный театр. Пост. Филлида Ллойд.

## Экранизации
- 1970 — Перикл — князь Тира / Pericles, príncipe de Tiro, (ТВ) Испания (эпизод телесериала Вечный театр[es]), режиссёр Хайме Азпилкуэла[es]
- 1984 — Перикл — князь Тира / Pericles, Prince of Tyre, (ТВ), Великобритания, режиссёр Дэвид Джонс[en]. BBC Television Shakespeare
- 2016 — Приключения Перикла / The Adventures of Pericles, Канада, режиссёр Барри Аврич[en] Сериал CBC представляет Стратфордский фестиваль[en]
- 2016 — Перикл Шекспира на дороге / Pericles by Shakespeare on the Road Режиссёр Роберто Квальяно. Современная адаптация пьесы
- 2020 — Господство / Maremar, Испания, ТВ, Барселонский театр на каталонском языке, режиссёр Мар Орфила[ca]